# Dissmeryngodes dispar
Dissmeryngodes dispar är en tvåvingeart som först beskrevs av Walker 1855.  Dissmeryngodes dispar ingår i släktet Dissmeryngodes och familjen rovflugor. Inga underarter finns listade i Catalogue of Life.